# St Wilfrid’s Church (Standish)

St Wilfrid’s Church, Standish, Torhaus und Kirche

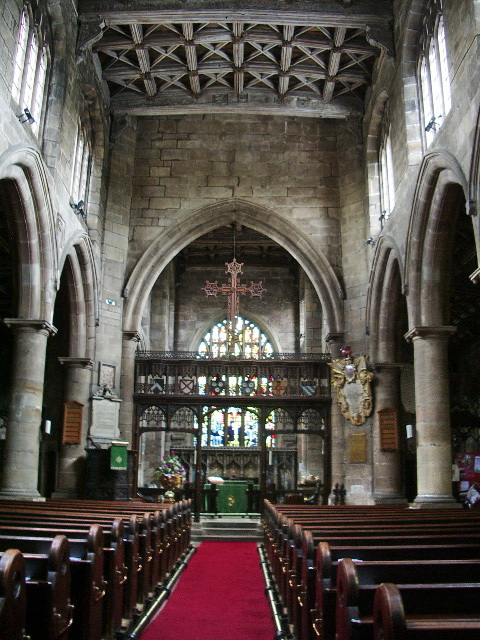
Langhaus und Chor

Die der Church of England zuzuordnende St Wilfrid’s Church in der mittelenglischen Stadt Standish im Metropolitan County Greater Manchester (ehemals Lancashire) trägt das Patrozinium des hl. Wilfrid von York († um 710); die Pfarrkirche ist als Grade-I-Bauwerk eingestuft und gehört zum Major Churches Network.

## Lage
Die knapp 15.000 Einwohner zählende Stadt Standish liegt etwa 40 km (Fahrtstrecke) nordwestlich der Industriestadt Manchester in einer Höhe von ca. 50 m; die Großstadt Wigan ist nur etwa 5 km in südlicher Richtung entfernt. Die St Wilfrid’s Church liegt im Zentrum der Stadt.

## Geschichte
Eine Kirche an diesem Platz ist bereits im Jahr 1205 dokumentiert. Die heutige Kirche stammt jedoch aus den 1580er Jahren und ist im späten Perpendicular Style gestaltet. In den nachfolgenden Jahrhunderten wurde Kapellen (vestries) und der Glockenturm (bell tower) hinzugefügt. In den Jahren 1913/14 wurden Ausbesserungsarbeiten vorgenommen; dabei erhielt das mittelalterlich aussehende Torhaus seine heutige Gestalt.

## Architektur
Der unten quadratische, in den oberen Teilen jedoch auf oktogonalem Grundriss fortgesetzte Glockenturm (Höhe ca. 50 m) mit seinem geschlossenen steinernen Spitzhelm ist ein Werk des 19. Jahrhunderts. Der im elisabethanischen Stil gestaltete Kirchenbau ist dreischiffig und basilikal; er verfügt jedoch nicht über ein Querhaus, denn unmittelbar hinter dem Langhaus beginnt der durch einen Triumphbogen und ein später hinzugefügtes Gitter abgetrennte Chorbereich. Die in ganz England einzigartige kassettenförmig gestaltete und mit gekreuzten Hölzern versehene Decke stammt wahrscheinlich noch aus der Bauzeit der Kirche.